# Монтемађоре (Болоња)
Монтемађоре (итал. Montemaggiore) је насеље у Италији у округу Болоња, региону Емилија-Ромања.
Према процени из 2011. у насељу је живело 48 становника. Насеље се налази на надморској висини од 291 м.